# Agrostis kronokensis
Agrostis kronokensis é uma espécie de gramínea do gênero Agrostis, pertencente à família Poaceae.